# Tony Buzan
Pour les articles homonymes, voir Buzan (homonymie).
Anthony Peter Buzan, dit Tony Buzan, né à Londres le 2 juin 1942 et mort le 13 avril 2019, est un psychologue britannique.
Il a écrit de nombreux livres au sujet de l'apprentissage, de la mémoire et du cerveau.
C'est aussi le créateur du concept de carte heuristique — diagramme qui représente les connexions sémantiques entre différentes idées et les liens hiérarchiques entre différents concepts intellectuels — également connu sous le nom de Mind Mapping ou « carte mentale ».
Il est aussi connu pour sa technique de mémorisation totale, le SEM3 ou « Self-Enhancing Master Memory Matrix » fondés sur le Mnemonic major system ou « Grand système » et des matrices de mémorisation ou « peg lists » qui en découlent.

## Biographie
Tony Buzan est né à Londres en 1942. Il fréquente l'Université de la Colombie-Britannique où il est diplômé en psychologie, anglais et mathématiques en 1964.
Il anime dans les années 1970 une émission sur la chaîne BBC, où il donne des cours sur son concept de « carte heuristique ». Plus tard, il rédige cinq livres regroupant ces cours, dont Use Your Head.
Il y développe de nombreux concepts novateurs particulièrement puissants en matière de mémorisation, apprentissage, organisation de ses idées, prise de recul, etc. qui s'appuient pour la plupart sur l'utilisation du « cerveau droit », supposé plus apte aux synthèses visuelles que le cerveau gauche — caractéristique négligée dans les pédagogies traditionnelles, du moins dans les matières dites principales.
Avec l'aide de Chris Griffiths, Tony Buzan développe le logiciel de Mind Mapping imindmap.
Tony Buzan a formé des instructeurs en mind mapping, créativité, mémorisation et lecture rapide dans le monde entier.

### Famille
Son frère, Barry Buzan, est professeur en relations internationales à la London School of Economics.

## Ouvrages
- Une tête bien faite
- Booster sa mémoire
- Dessine-moi l’intelligence
- Tout sur la mémoire
- 2010 : La Lecture rapide
- (en) Use Both Sides of Your Brain, New York, Dutton, 1974
- Muscler son cerveau avec le mind mapping, Eyrolles
- Le Mind Mapping au service du manager, en collaboration avec Chris Griffiths, Eyrolles